# Kultura grobów zrębowych

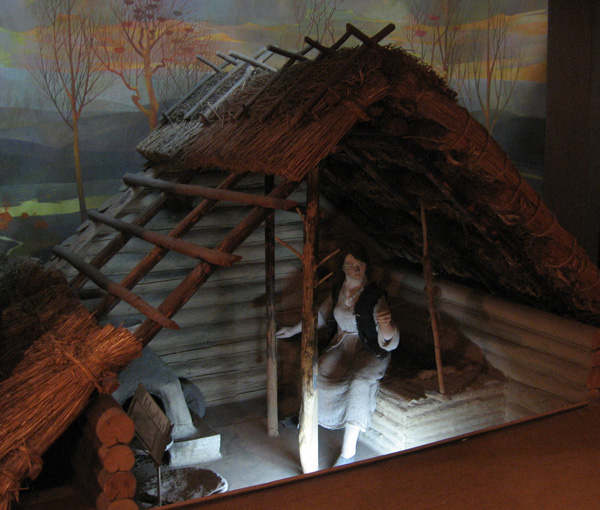
Rekonstrukcja chaty z kultury grobów zrębowych

Kultura grobów zrębowych (ros. срубная культура), dawniej również kultura zrębowa – kultura archeologiczna epoki brązu. Jej nazwa pochodzi od charakterystycznej formy pochówku wewnątrz komór zbudowanych z pali drewnianych ułożonych na zrąb.

## Geneza
Ukształtowaniu się kultury grobów zrębowych w XVIII wieku p.n.e. towarzyszyło zerwanie z metalurgicznymi ośrodkami północnokaukaskimi. Powstała ona na stepach nadwołżańskich, skąd zaczęła się rozprzestrzeniać w kierunku zachodnim. Jej pojawienie się miało miejsce w czasie zniszczenia dawnych twierdz znajdujących się w miejscowościach Livencovka i Karatajevo, należących do ludności kultury ceramiki wielowałeczkowej, co wskazuje na niepokojowy charakter ludności zrębowej. Niektórzy badacze wiążą kulturę grobów zrębowych z Kimmerami.

## Chronologia i obszar występowania

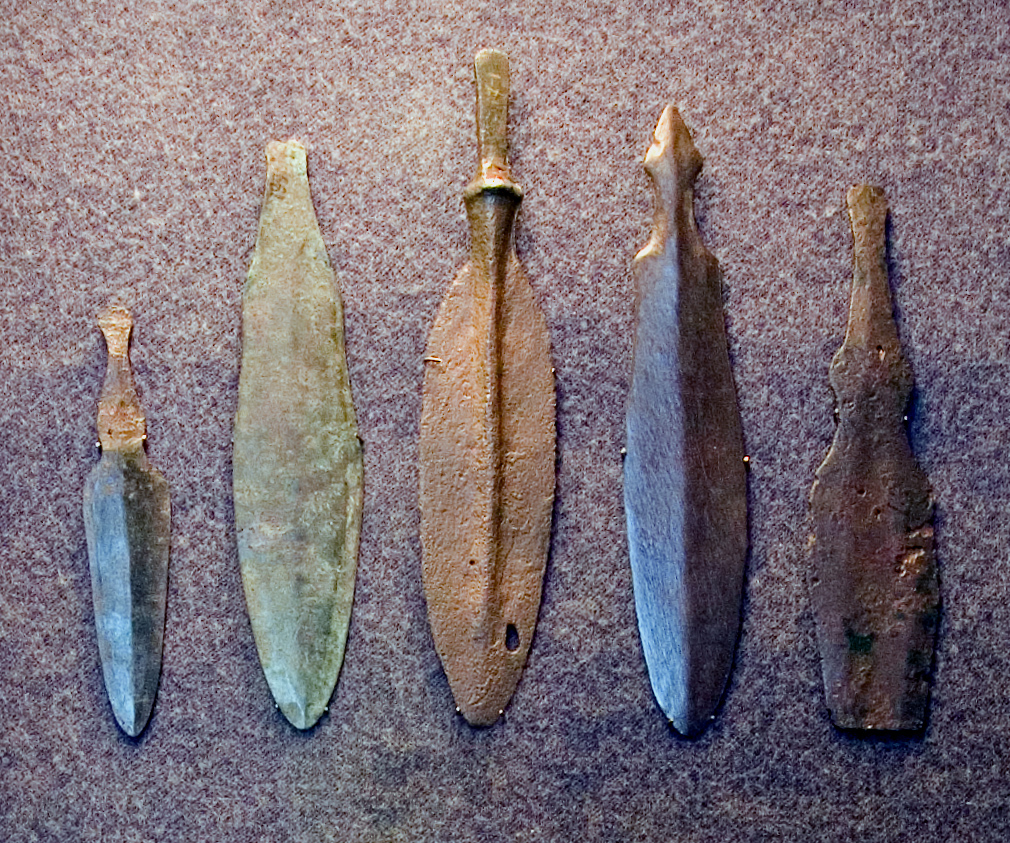
Sztylety kultury grobów zrębowych

Omawianą kulturę datuje się według lat kalibrowanych na około 1800–1300 p.n.e. Dawniej wyróżniano jeszcze fazę młodszą tej jednostki kulturowej datowaną na XIV-VIII wiek p.n.e., zaś obecnie poszczególne grupy związane z tym okresem określa się mianem odrębnych kultur postzrębowych (kultura chwalińska, kultura biełozierska). Jednak na niektórych obszarach grupy ludności związane z kulturą grobów zrębowych przetrwały dłużej, wypierając pod koniec II tysiąclecia p.n.e. ludność kultury abaszewskiej. Kultura grobów zrębowych, rozprzestrzeniając się w kierunku zachodnim, objęła wtedy swoim zasięgiem oprócz obszarów nadwołżańskich także stepy dońskie, nadazowskie, dolne Podnieprze, a także tereny nad dolnym Dniestrem. Od XVI/XV wieku p.n.e. w zachodniej strefie swojego oddziaływania współistniała z kulturą sabatinowską.

## Gospodarka

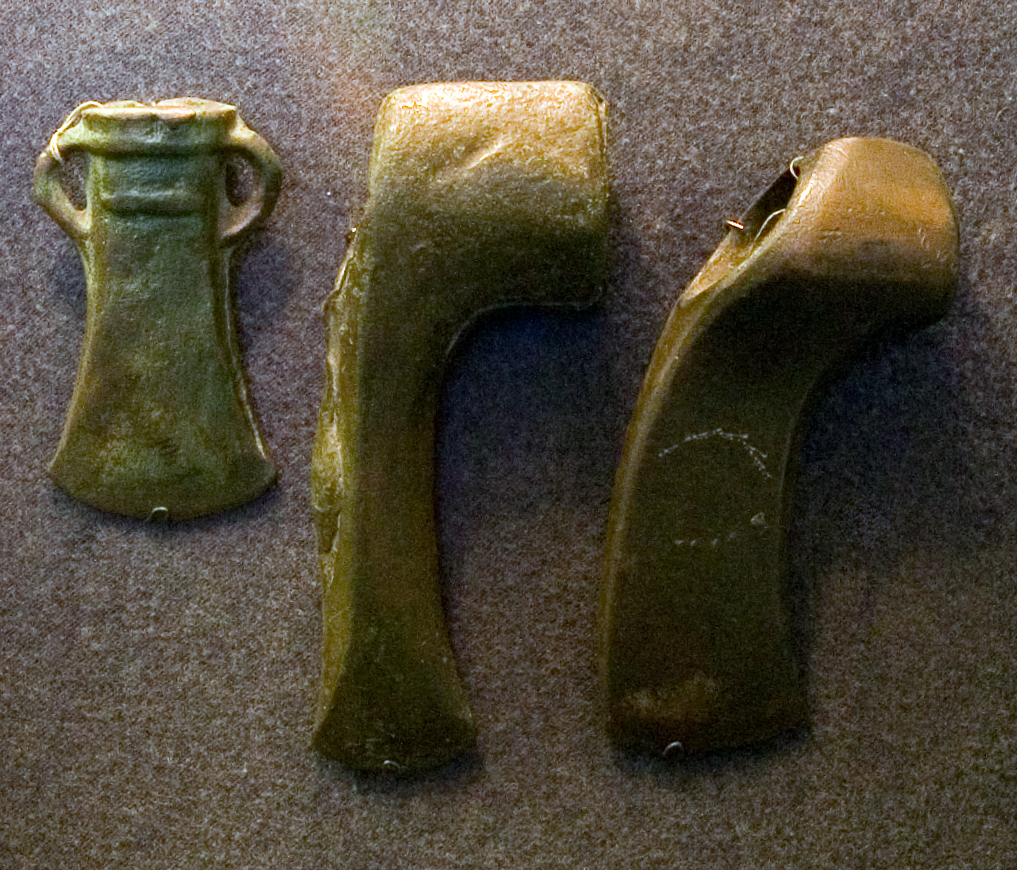
Siekierka z tulejką i topory ze zwisającym obuchem

Początkowo kultura grobów zrębowych wiązała się z ludnością prowadzącą koczowniczy tryb życia, w typie pasterskim. Jednakże z biegiem czasu wypracowano system pełniejszej eksploatacji środowiska, polegający na hodowli (głównie bydło rogate i konie, w mniejszym stopniu także owce), w formie sezonowego wypasu wielkich stad, przy jednoczesnej adaptacji gospodarki rolniczej do warunków środowiska stepowego. Znaleziska licznych sierpów brązowych potwierdzają uprawianie zbóż, co pozwalało na gromadzenie zapasów paszy na zimę. Stosowano system przemienno-odłogowy, znano również orkę sprzężajną. Zapewne zmienił się także charakter hodowli z mięsnego na mięsno-mleczny. Bardzo poważnie rozwinęła się metalurgia brązowa, bazująca na surowcu kaukaskim i pochodzącym najprawdopodobniej z Kotliny Karpackiej. Natrafiono także na ślady miejscowego wydobycia miedzi na obszarze Zagłębia Donieckiego.

## Osadnictwo i budownictwo
Osadnictwo omawianej kultury było bardzo zagęszczone. Najprawdopodobniej poprawa warunków klimatycznych sprzyjała rozwojowi gospodarki, co wpłynęło na zwiększenie ówczesnej populacji. Wzdłuż większych i małych rzek w okresie tym powstawały tysiące małych osiedli. Osady były na ogół otwarte. Domy lokowano wzdłuż linii brzegowej rzek, z wejściami w usytuowanymi w stronę wody. Na peryferiach lokowano obiekty gospodarcze. W obrębie osad spotyka się pracownie metalurgiczne, ze wszystkimi charakterystycznymi dla nich zabytkami, a zwłaszcza z ogromną ilością form odlewniczych. W budownictwie stosowano najczęściej konstrukcję słupową.

## Obrządek pogrzebowy

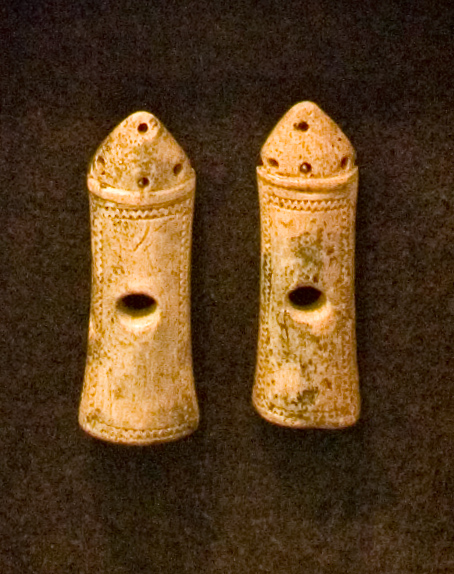
Zabytek kultury grobów zrębowych

Zmarłych chowano w obrządku szkieletowym, w grobach kurhanowych o podłużnym lub okrągłym kształcie. Pod kopcem znajdowały się komory grobowe zbudowane z belek drewnianych ułożonych w konstrukcji zrębowej. Komory te przykrywano stropem lub dwuspadowym dachem. Znane są także wyjątkowe przypadki złożenia zmarłych w komorach wykonanych z płyt kamiennych. Ciała układano w pozycji skurczonej na boku, z głową skierowaną ku wschodowi. W inwentarzach grobowych występują wyroby brązowe oraz starannie wykonane naczynia, bogato zdobione ornamentem geometrycznym. Pojawiają się groby jeźdźców-wojowników zaopatrzonych w broń i fragmenty uprzęży końskiej, a także groby odlewników-metalurgów, z formami i przyrządami odlewniczymi.

## Inwentarz

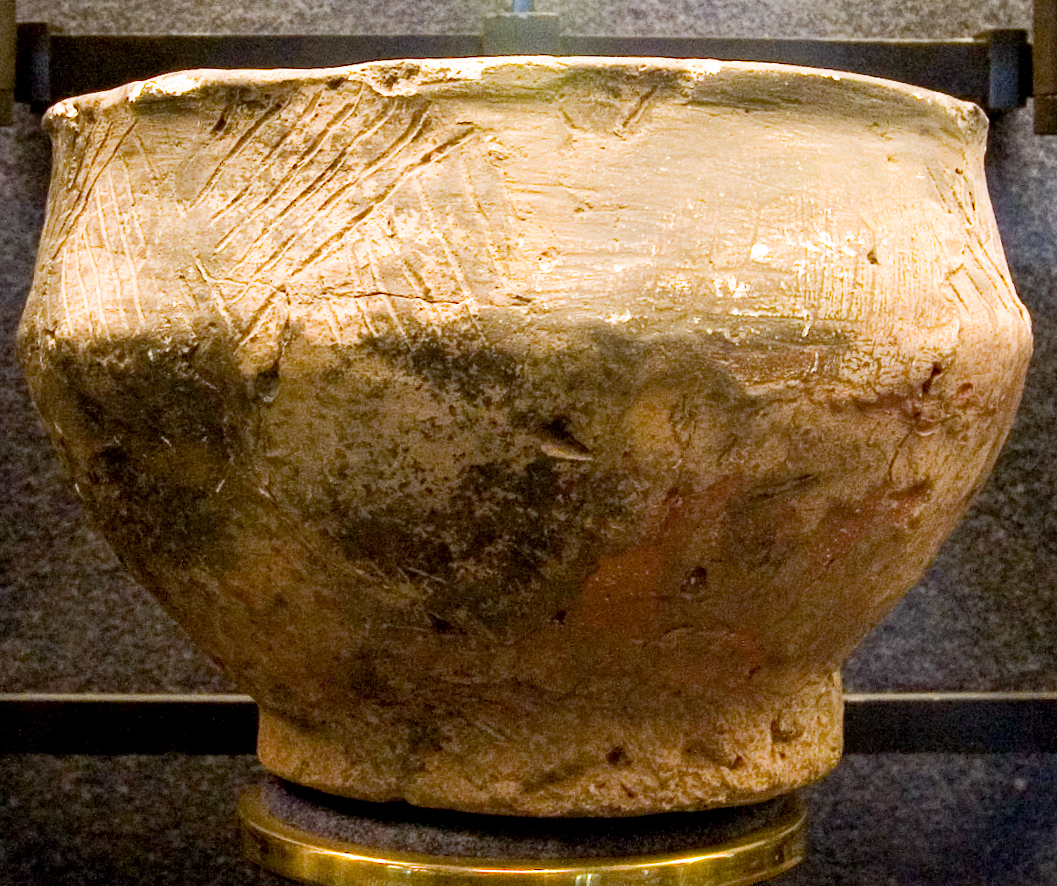
Naczynie kultury grobów zrębowych

Ceramika miała ubogi asortyment form, w którym przeważały zdecydowanie misy i garnki. Ornament jest przeważnie geometryczny, występuje on jednak nie na wszystkich naczyniach. Spotyka się także na naczyniach znaki ceramiczne takie jak krzyże i swastyki. Interesującym odkryciem są ryte znaki znajdujące się pod wylewami (górna krawędź) naczyń, które niektórzy badacze interpretują jako rodzaj pisma klinowego, co wskazywałoby na kontakty ze światem bliskowschodnim.
Wytwory brązowe znane są zarówno ze znalezisk broni i ozdób, jak i form odlewniczych, w których powstawały. Należy do nich głównie broń: sztylety, miecze, topory ze zwisającym obuchem, siekiery z tuleją, a także narzędzia: sierpy, duże i szerokie noże (kosery) oraz ozdoby.

## Religia
Znaczącą rolę w religii i kultach ludności kultury grobów zrębowych odgrywał ogień i kult ognia. Spotyka się ślady miejsc, w których wielokrotnie wzniecano ogień, najprawdopodobniej w celach kultowych (zolniki). Charakterystyczne dla omawianej jednostki taksonomicznej są także tryzny, czyli ofiary niekrwawe, takie jak: kości, rozbijane naczynia, napoje będące pozostałościami z uczt odbywających się po śmierci jakiejś osoby.

## Zanik i wpływ na rozwój innych kultur
Zanik kultury grobów zrębowych wiąże się z pogorszeniem warunków klimatycznych i przyrodniczych na wschodnioeuropejskim stepie, związanym z długotrwałym i intensywnym użytkowaniem tych terenów. Na bazie omawianej kultury jeszcze w XVI wieku p.n.e. w zachodniej strefie jej występowania rozwinęła się kultura sabatinowska, a następnie około XIII wieku p.n.e. kultura biełozierska. Ponadto w strefie wschodniej powstała kultura chwalińska. Około 1100 lat p.n.e. późne grupy ludności zrębowej doprowadziły do przesunięcia się kultury abaszewskiej w kierunku dorzecza Wiatki i Wołgi.